# Festuca pyrogea
Festuca pyrogea är en gräsart som beskrevs av Carlos Luis Spegazzini. Festuca pyrogea ingår i släktet svinglar, och familjen gräs. Inga underarter finns listade i Catalogue of Life.